# Presidenti dell'Eritrea
Il presidente dell'Eritrea dal 1993 (data di indipendenza dall'Etiopia) ad oggi è Isaias Afewerki.

## Lista
| Presidente                                              | Presidente      | Partito                                          | Mandato        | Mandato        |
| Presidente                                              | Presidente      | Partito                                          | Inizio         | Fine           |
| ------------------------------------------------------- | --------------- | ------------------------------------------------ | -------------- | -------------- |
| Segretari generali del Governo provvisorio dell'Eritrea |                 |                                                  |                |                |
|                                                         | Isaias Afewerki | Fronte di Liberazione del Popolo Eritreo         | 27 aprile 1991 | 24 maggio 1993 |
| Presidenti                                              |                 |                                                  |                |                |
|                                                         | Isaias Afewerki | Fronte Popolare per la Democrazia e la Giustizia | 24 maggio 1993 | in carica      |